# Phascum nepalense
Phascum nepalense är en bladmossart som beskrevs av Bridel 1827. Phascum nepalense ingår i släktet Phascum och familjen Pottiaceae. Inga underarter finns listade i Catalogue of Life.